# Auguszta Mátyás
Auguszta Mátyás (Nagykanizsa, 17 de janeiro de 1968) é uma handebolista profissional húngara, medalhista olímpica.
Auguszta Mátyás fez parte do elenco medalha de bronze em Atlanta 1996.